# Takhvīj
Takhvīj (persiska: تخویج, Takhvīch) är en ort i Iran.   Den ligger i provinsen Khorasan, i den östra delen av landet, 800 km öster om huvudstaden Teheran. Takhvīj ligger 1 863 meter över havet och antalet invånare är 216.
Terrängen runt Takhvīj är huvudsakligen kuperad, men åt nordost är den platt. Runt Takhvīj är det glesbefolkat, med 12 invånare per kvadratkilometer. Närmaste större samhälle är Asadīyeh, 11,3 km väster om Takhvīj. Trakten runt Takhvīj är ofruktbar med lite eller ingen växtlighet.